# Teodenanda
Teodenanda (em latim: Theodenanda) ou Teudenanta (em latim: Theudenanta; em grego: Θευδενάνθη, Theudenánthe) era uma nobre ostrogoda do século VI, filha do rei Teodato (r. 534–536) e Gudeliva e irmã de Teudegisclo. Casou-se com Ebremundo em data incerta. Pertencia à dinastia dos Amalos. Quiçá pode ser associada a Flávia Amala Amalafrida Teodenanda da inscrição ILCV 40, que foi qualificada como mulher claríssima e lamentou a perda de um pai (talvez o seu, morto em 536) e uma criança. A inscrição foi encontrada na Igreja de São Nicolau em Genazzano, mas quase certamente foi levado para lá muito depois. Caso a identificação não seja possível, então Flávia era outro membro da dinastia dos Amalos.